# كأس كرواتيا 1992
كأس كرواتيا 1992 (بالكرواتية: Hrvatski nogometni kup 1992.)‏ هو الموسم 1 من كأس كرواتيا. أقيم خلال الفترة 24 مارس 1992 وحتى 23 يونيو 1992، وأشرف على تنظيمه اتحاد كرواتيا لكرة القدم، وكان عدد الأندية المشاركة فيه 7، وفاز فيه نادي أنتر زابرشيتش.